# Papillidiopsis malesiana
Papillidiopsis malesiana är en bladmossart som beskrevs av William Russell Buck och Benito C. Tan 1989 [1990. Papillidiopsis malesiana ingår i släktet Papillidiopsis och familjen Sematophyllaceae. Inga underarter finns listade i Catalogue of Life.